# 川廻し
川廻し（かわまわし）は、千葉県上総地方で多く見られる、蛇行した河川を人工的に短絡させて農地に転用する工法である。住宅地に転用された後の土地では、河川の増水に伴って旧河道地域に浸水が生じる事がある。

## 概要
千葉県上総地方南部の丘陵地において、蛇行した河川の流路を、トンネルや切り通しを通るように変更・短絡化し、旧河道を水田化させた工事である。
千葉県の夷隅川流域では江戸中期から明治中期にかけて耕作地の拡大と流下阻害要因の解消のために川廻しが行われた。それ以後も流下能力の確保のためにコンクリートトンネルや開水路による流路のショートカットが行われてきた。
これらの河川整備によって河道から切り離された旧河道はその当時の河道の高さを維持しているといえ、これにより河床の下刻速度を測定する試みがなされている。
ただし、急激な流路の直線化は急激な掃流力の変化を生じさせることがあり、蛇行河川のもつ河道貯留の能力が失われ、河川の合流点の背水区間などで河川の氾濫が起きやすくなるおそれもある。
なお、新潟県の渋海川においても同様の河川整備がなされ、同地では「瀬替え」と呼称されている。

## 具体例

### 夷隅川流域
夷隅川流域には第三紀の海底隆起によりシルト層、砂層、泥層が互層になっている上総層があり、この上総層を掘り抜いて直線化する川廻しが行われた。

### 市原市田淵地区
市原市田淵の養老川付近には江戸時代に整備された川廻し地形が存在する。この川廻し地形は河道変更と盛り土が施されており、その用途で建築されたトンネルが現在でも観察可能である。また、2019年に発生した令和元年房総半島台風、令和元年東日本台風、台風21号によりこの旧河道は一時水没した。